# صولاق

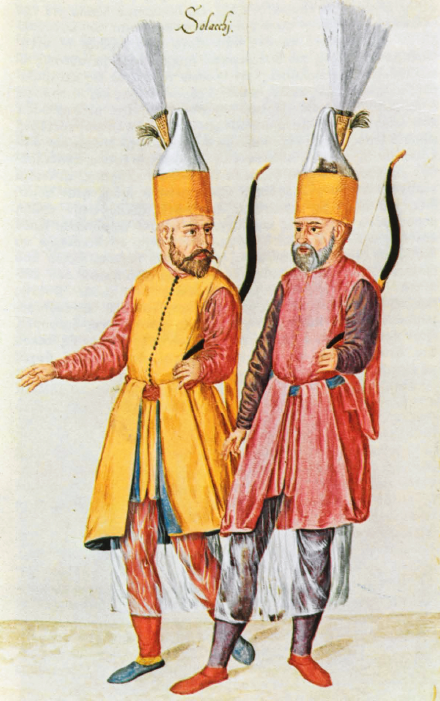
صولا‌ق‌ها

صولاق‌ها محافظان سلطان عثمانی بودند که جزء صنوف نظامی به‌شمار می‌آمدند و اورته‌های ۶۰ تا ۶۳ ینی‌چریان را در اختیار داشتند. اینان از گروه‌های پیاده‌نظام به‌شمار می‌آمدند و تنها فرماندهٔ آنان که صولاق‌باشی نام داشت حق سوار شدن بر اسب را داشت. گروهی از اینان که بیشترین تقرب را به سلطان عثمانی داشتند جزء دستهٔ رکاب همایون بودند و صولاق‌های خاصه نام گرفته بودند. شمار صولاق‌های رکاب همایون که سلطان را هنگام حرکت به سوی شکارگاه یا جنگ همراهی می‌کردند، ۸ نفر تا ۲۰ نفر ذکر کرده‌اند.
گرچه تشکیلات ینی‌چریان در دورهٔ سلاطین نخستین عثمانی بنیان نهاده شد، عنوان صولاق برای نخستین‌بار با چنین وظیفه‌ای در دورهٔ بایزید اول ملقب به ایلدریم ذکر شده‌است.
صولاق‌ها از میان بهترین شمشیرزنان ینی‌چری انتخاب می‌شدند و بر اساس قانون اورته‌های صولاق‌ها، سن آنان نباید بیش از ۲۵ سال می‌بود.